# Wang Li (Sprachwissenschaftler)
Wang Li (chinesisch 王力, Pinyin Wáng Lì, auch 王了一,  Wáng Liǎoyī und 王祥瑛,  Wáng Xiángyīng; * 10. August 1900 in Bobai 博白, Guangxi; † 3. Mai 1986 in Peking) war einer der bedeutendsten chinesischen Sprachwissenschaftler.

## Biografie
Wang Lis Vater Wáng Bǐngrú (王炳如) hatte die erste Beamtenprüfung bestanden und den Titel „Blühendes Talent“ (xiùcái 秀才) erhalten.
Von 1911 bis 1914 besuchte Wang Li eine Schule in Bobai. 1924 begann er ein Studium an der Südchina-Universität (Nánfāng dàxué 南方大学) in Shànghǎi, wechselte nach einem Jahr an eine private Universität (Shànghǎi guómín dàxué 上海国民大学) und 1926 ging er an die Qinghua-Universität in Peking, wo er unter Liang Qichao, Chen Yinke (陈寅恪), Wang Guowei (王国维) und Zhao Yuanren studierte.
Im Jahr 1927 ging Wang Li zum Studium der Sprachwissenschaft an die Sorbonne in Paris. 1931 machte er sein Doktorat mit einer Arbeit über das Tonsystem seines Heimatdialekts. Um sich über Wasser zu halten, übersetzte er französische Belletristik ins Chinesische, darunter Stücke von Molière und Les fleurs du mal von Baudelaire.
Wang Li kehrte 1932 nach China zurück und wurde Professor an der Qinghua-Universität, der Yanjing-Universität (heute Universität Peking), der Guangxi-Universität, der Vereinigten Südwest-Universität (Xīnán liánhé dàxué 西南联合大学) in Kunming und an der Lǐngnán-Universität (Lǐngnán dàxué 岭南大学) in Guangzhou, wo er auch Institutsvorsitzender bzw. Dekan wurde. Einer seiner Studenten war Michael Halliday. 1938 bis 1940 studierte er an der École française d’Extrême-Orient in Vietnam, wo er u. a. Vietnamesisch lernte.
Im Jahr 1954 übernahm Wang Li eine Professur an der Universität Beijing und wurde stellvertretender Vorsitzender des Chinesischen Komitees für Sprach- und Schriftreform (Zhōngguó wénzì gǎigé wěiyuánhuì 中国文字改革委员会). Er bekleidete führende Positionen an zahlreichen akademischen Institutionen und in akademischen Vereinigungen.
Während der Bewegung gegen die Rechtsabweichler und während der Großen Proletarischen Kulturrevolution wurde er als „rechtes Element“ und als „bürgerliche akademische Autorität“ kritisiert.
Mit seiner ersten Frau hatte Wang Li hatte zwei Söhne, Wáng Jīhé (王缉和) und Wáng Jīpíng (王缉平),  und eine Tochter, Wáng Jīguó (王缉国); mit seiner zweiten Frau Xià Wèixiá (夏蔚霞) († 7. Oktober 2003) hatte er drei Söhne, Wáng Jīzhì (王缉志), Wáng Jīsī (王缉思) und Wáng Jīxiǎn (王缉宪), und zwei Töchter, Wáng Jīhuì (王缉惠) und Wáng Jīcí (王缉慈).

## Bedeutung
Ein wichtiges Verdienst von Wang Li war, dass er als einer der ersten moderne Methoden der Sprachwissenschaft aus Europa mit der traditionellen chinesischen Philologie verband. In einem seiner älteren Werke (Hànyǔ shǐ gǎo 《汉语史稿》) folgt er den phonologischen Rekonstruktionen von Bernhard Karlgren und nimmt für das Altchinesische u. a. Konsonantenhäufungen am Wortanfang an. In späteren Werken verwirft er diese Rekonstruktionen zugunsten einfacher Konsonanten am Wortanfang.
Wang Li publizierte über 40 Monografien und fast 200 Beiträge zu Zeitschriften und Sammelbänden. Einige seiner Werke sind bis heute wichtige Lehrbücher an chinesischen Hochschulen. Bücher und Artikel von Wang Li wurden in mehrere Sprachen übersetzt. Er gilt als einer der wichtigsten Experten für die chinesische Sprache.
Außerdem übersetzte Wáng Lì zahlreiche literarische Werke aus dem Französischen ins Chinesische, u. a. von André Gide, Alexandre Dumas, Émile Zola, Alphonse Daudet, Charles Baudelaire und Molière.
In seinem Heimatort, der heute zu Yulin gehört, wurde Wang Li ein Denkmal gesetzt, eine Mittelschule nach ihm benannt und sein Geburtshaus rekonstruiert.

## Werke
- Hànyǔ yīnyùnxué 《汉语音韵学》
- Hànyǔ shǐ gǎo 《汉语史稿》
- Hànyǔ shīlǜxué 《汉语诗律学》
- Tóngyuán zìdiǎn《同源字典》
- Shīcí gélǜ 《诗词格律》
- Shīlǜ yúlùn 《诗律余论》
- Lóng chóng bìng diāo zhāi shījí 《龙虫并雕斋诗集》
- Lóng chóng bìng diāo zhāi suǒ yǔ 《龙虫并雕斋琐语》
- Shīcí gélǜ gàiyào 《诗词格律概要》
- Zhōngguó yǔyán shǐ 《中国语言史》
- Zhōngguó xiàndài yǔfǎ 《中国现代语法》
- Zhōngguó yǔfǎ lǐlùn 《中国语法理论》
- Zhōngguó gǔ wénfǎ 《中国古文法》
- Zhōngguó yīnyùnxué 《中国音韵学》
- Chǔcí yùndú 《楚辞韵读》
- Shījīng yùndú 《诗经韵读》
- Cílèi 《词类》

Es gibt auch eine Ausgabe der Werke von Wang Li mit dem Titel Wáng Lì wén jí 《王力文集》 (Shāndōng jiàoyù chūbǎnshè 山东教育出版社, 1984–1991) in 20 Bänden sowie eine Ausgabe seiner Übersetzungen mit dem Titel Wáng Lì yìwén jí 《王力译文集》(Zhōnghuá shūjú 中华书局, 2015; ISBN 9787101108989) in 8 Bänden.